# San Sabastián Tierra Blanca
San Sabastián Tierra Blanca är en ort i Mexiko.   Den ligger i kommunen Tamiahua och delstaten Veracruz, i den sydöstra delen av landet, 270 km nordost om huvudstaden Mexico City. San Sabastián Tierra Blanca ligger 12 meter över havet och antalet invånare är 180.
Terrängen runt San Sabastián Tierra Blanca är platt. En vik av havet är nära San Sabastián Tierra Blanca åt nordost. Runt San Sabastián Tierra Blanca är det ganska glesbefolkat, med 26 invånare per kvadratkilometer. Närmaste större samhälle är Naranjos, 18,5 km väster om San Sabastián Tierra Blanca. Trakten runt San Sabastián Tierra Blanca består till största delen av jordbruksmark.